# Кратинь
Крати́нь — село в Україні, у Ріпкинській селищній громаді Чернігівського району Чернігівської області. Населення становить 139 осіб. До 2020 орган місцевого самоврядування — Петрушівська сільська рада.

## Історія
12 червня 2020 року, відповідно до розпорядження Кабінету Міністрів України № 730-р «Про визначення адміністративних центрів та затвердження територій територіальних громад Чернігівської області», увійшло до складу Ріпкинської селищної громади.
19 липня 2020 року, в результаті адміністративно - територіальної реформи та ліквідації Ріпкинського району, село увійшло до складу Чернігівського району Чернігівської області.

## Населення

### Мова
Розподіл населення за рідною мовою за даними перепису 2001 року:
| Мова       | Кількість | Відсоток |
| ---------- | --------- | -------- |
| українська | 136       | 97.84%   |
| російська  | 3         | 2.16%    |
| Усього     | 139       | 100%     |

## Уродженці
- Джола Олексій Іванович (*1917 -†1940) — рядовий сталінської окупаційної армії у Фінляндії. Похований у Карелії.
- Джола Дмитро Миколайович (1938 р.н.) - випускник філософського факультету КДУ, професор кафедри культури ВДПУ ім. Михайла Коцюбинського, Вінниця.